# 新潟市立高志中等教育学校
新潟市立高志中等教育学校（にいがたしりつ こうしちゅうとうきょういくがっこう）は、新潟県新潟市中央区高志一丁目にある市立中等教育学校。新潟市内の中高一貫校としては新潟第一中学校・高等学校（1986年中学校開校）、新潟清心女子中学校・高等学校（1993年中学校開校）、新潟明訓中学校・高等学校（2007年中学校開校）に次いで4番目の開校で、かつ市立の中等教育学校としては最初に置かれた学校となる。

## 概要
新潟市初の市立中等教育学校である。2009年、現新潟市立高志高等学校の校舎の一部を使用し、開校。

## 校歌
- 『校歌』（作詞：藤沢周・作曲：後藤丹）

## 部活動
運動部
- 陸上競技部
- サッカー部
- バドミントン部
- バスケットボール部
- 卓球部
- 硬式テニス部
- ダンス部
- バレーボール部

文化部
- 家庭科部
- 理科部
- 美術部
- 吹奏楽部
- 囲碁・将棋・かるた部
- 書道部

## 生徒会
- 生徒会総務
- 生活規律委員会
- 学習サポート委員会
- 給食・食育委員会
- 保健・体育委員会
- 図書委員会
- 環境・福祉委員会
- SDGs推進委員会
- 学年委員会
- 報道局
- 文化芸術発表会実行委員会

## 行事
- 4月 入学式 新入生歓迎会
- 5月 体育祭
- 6月 1学期中間考査
- 9月 1学期期末考査
- 10月 文化芸術発表会
- 11月 合唱発表会
- 12月 2学期中間考査
- 2月 2学期期末考査 2年生修学旅行（沖縄）
- 3月 卒業式

## 交通
- 新潟駅南口バスプール1番線から新潟交通バス「S6 長潟線 南長潟・南部営業所または大江山連絡所」行、「S7 スポーツ公園線 市民病院・曽野木ニュータウンまたは大野」行などで「原の台」下車後徒歩約8分[1]
- 新潟駅万代口から新潟交通バス「S8 京王団地線 南部営業所」行で「高志中等教育学校前」下車後徒歩3分[1]
- 日本海東北自動車道・新潟亀田インターチェンジから市道弁天線を新潟駅南口方面へ北進、サテライト新潟・弁天橋交番・ローソン角を右折後、約500m東進（新潟亀田ICから約10分）。